# Trox jeanae
Trox jeanae är en skalbaggsart som beskrevs av Clarke H. Scholtz och Inward 2007. Trox jeanae ingår i släktet Trox och familjen knotbaggar. Inga underarter finns listade i Catalogue of Life.